# Ogrezeni (gmina)
Ogrezeni – gmina w Rumunii, w okręgu Giurgiu. Obejmuje miejscowości Hobaia i Ogrezeni. W 2011 roku liczyła 4906 mieszkańców. 